# L'Enfant secret
L'Enfant secret è un film del 1979 diretto da Philippe Garrel.

## Riconoscimenti
- Premio Jean Vigo 1982